# Buxheim (Eichstätt járás)
Buxheim település Németországban, azon belül Bajorországban. Lakosainak száma 3741 fő (2023. december 31.). Buxheim Adelschlag, Eitensheim, Nassenfels és Ingolstadt községekkel határos.

## Népesség
A település népessége az elmúlt években az alábbi módon változott:
| Lakosok száma | 751  | 1002 | 1586 | 3444 | 3533 | 3593 | 3734 | 3732 | 3656 | 3741 |
|               | 1875 | 1950 | 1970 | 2011 | 2013 | 2014 | 2016 | 2019 | 2021 | 2023 |